# Kahina Saidi
Kahina Saidi (tiếng Ả Rập: كهينة سعيدي; sinh ngày 17 tháng 3 năm 1984) là một Judoka người Algérie, người chơi cho hạng mục nửa cân nặng. Cô là một huy chương bốn lần tại Giải vô địch Judo châu Phi, và một huy chương đồng tại Đại hội Thể thao Địa Trung Hải năm 2009 tại Pescara, Ý. Cô cũng đã giành được hai huy chương trong cùng một bộ phận tại Đại hội Thể thao toàn châu Phi 2007 ở Algiers, và tại Đại hội Thể thao toàn châu Phi 2011 ở Maputo, Mozambique.
Saidi đại diện cho Algérie tại Thế vận hội Mùa hè 2008 ở Bắc Kinh, nơi cô thi đấu cho hạng cân bán trung nữ (63 kg). Cô đã đánh bại Marcon Bezzina của Malta trong vòng sơ khảo đầu tiên, trước khi thua trận tiếp theo bởi một ippon và một gatame juji (tay đòn vuông góc nằm ngửa) trước Elisabeth Willeboordse của Hà Lan, người cuối cùng đã giành huy chương đồng trong sự kiện này.